# Paolo Ziliani
Paolo Ziliani (Romanshorn, 10 giugno 1971) è un ex calciatore italiano, di ruolo difensore.

## Carriera
Calcisticamente cresciuto nel Brescia, con cui debutta in Serie B nella stagione 1989-90, l'anno successivo viene mandato a fare esperienza in Serie C1 al Carpi, totalizzandovi 28 presenze. A fine campionato rientra al Brescia, dove colleziona 28 presenze nella stagione che vede la squadra di Mircea Lucescu conquistare la promozione in Serie A. La stagione successiva (1992-1993) esordisce con le rondinelle nella massima serie il 25 ottobre 1992 entrando in campo all'inizio del secondo tempo della gara Brescia-Cagliari 0-2, mentre disputa per intero le successive trasferte contro Roma (3-2 per i lombardi) e Ancona (5-1 per i padroni di casa).
Con la maglia del Brescia ha giocato il 6 giugno 1990, allo stadio Mario Rigamonti, un'amichevole contro la nazionale uruguaiana che si preparava a disputare il campionato del mondo 1990 ospitato dall'Italia. Subito dopo viene acquistato, durante il mercato di novembre, dal Napoli, con cui esordisce il 22 di quel mese nella gara di campionato in casa della Sampdoria, nella quale un suo autogol al 42' propizia la vittoria per 3-1 dei liguri; l'altra sua presenza con i partenopei risale al 25 aprile 1993, quando entrò in campo al 74' della gara interna contro il Cagliari (1-0).
Dopo la breve esperienza in Campania ritorna al Brescia, con cui conquista un'altra promozione in A. Nel 1994 non viene riconfermato con il club lombardo e si trasferisce in Calabria, ingaggiato dal Cosenza allenato da Alberto Zaccheroni con cui gioca un campionato di B. A fine stagione cambia ancora casacca, mantenendo sempre la categoria: gioca con la Reggiana guidata da un emergente Carlo Ancelotti. È una stagione molto positiva sia per lui che per la Reggiana che conquista la promozione in A mentre Ziliani, che ha disputato intanto 21 gare, mette a segno il suo primo gol tra i professionisti. Neanche stavolta però viene riconfermato per il successivo campionato di A. Torna a vestire la maglia del Cosenza, con la quale a fine stagione rimedia una retrocessione in C1.
Ziliani resta in Calabria, militando per due stagioni nella Reggina in Serie B. Positiva soprattutto la seconda annata, dove conquista ancora una promozione in A, la prima, storica degli amaranto, guidati prima da Elio Gustinetti e sul finale di stagione da Bruno Bolchi. Neanche stavolta però trova spazio nella massima serie. Gioca un'altra stagione e mezzo tra i cadetti vestendo la maglia del Treviso nella stagione 1999-2000: qui, nell'agosto del 1999, in una gara contro il Vicenza che la sua squadra avrebbe poi perso, sostituisce il portiere Aldegani espulso per un fallo da ultimo uomo; riuscirà a parare il calcio di rigore decretato dall'arbitro per via del fallo buttandosi in tuffo sulla sua destra fermando il pallone in due tempi.
Alla fine della stagione viene ceduto al neopromosso Crotone nel campionato 2000-2001, con cui totalizza 4 presenze fino al mese di gennaio, quando viene ceduto all'Arezzo in C1. Continuerà poi la propria carriera con il Gladiator, Isernia Football Club, Cosenza, Associazione Calcio Chiari 1912 e Chieti.

## Palmarès

### Competizioni nazionali
- Campionato italiano di Serie B: 1

Brescia: 1991-1992

### Competizioni internazionali
- Coppa Anglo-Italiana: 1

Brescia: 1993-1994